# جوليان كلاري
جوليان كلاري (بالإنجليزية: Julian Clary)‏ (25 مايو 1959 في المملكة المتحدة)؛ ممثل، مقدم تلفزيوني، ممثل كوميدي وروائي بريطاني.

## روابط خارجية
- جوليان كلاري على موقع IMDb (الإنجليزية)
- جوليان كلاري على موقع ميوزك برينز (الإنجليزية)
- جوليان كلاري على موقع قاعدة بيانات الفيلم (الإنجليزية)